# Göta
Göta is een plaats in de gemeente Lilla Edet in het landschap Västergötland en de provincie Västra Götalands län in Zweden. De plaats heeft 962 inwoners (2005) en een oppervlakte van 102 hectare.